# Смена — Новая политика
«Смена — Новая политика» — фракция Съезда народных депутатов и Верховного Совета России.
Создана ещё до I Съезда народных депутатов РСФСР в мае 1990 года и зарегистрирована под номером 1. Просуществовала до роспуска Съезда народных депутатов и Верховного Совета России в октябре 1993 года.
Численность фракции первоначально составляла около 50 депутатов (необходимого минимума для регистрации), к осени 1992 года сократившись до 41. Координаторами (лидерами) фракции были А. Л. Головин, И. В. Муравьев, И. Н. Мозго, О. В. Плотников и др. В число членов фракции входили такие известные депутаты как С. А. Полозков, В. А. Балала, А. П. Починок, И. В. Константинов, С. А. Михайлов и другие.
Первоначально во фракцию входили молодые депутаты демократической центристской ориентации, не желавшие разделять радикальные позиции Демократической России. В последующем возрастной принцип перестал быть определяющим, и во фракцию входили депутаты соответственно политическим взглядам. По мнению Николая Бирюкова, «Фракция сознательно и последовательно дистанцировалась от радикалов с обеих сторон и на втором этапе была одной из самых заметных политических сил, образовавших альтернативный „третий“ полюс российского политического спектра».
На I и II Съездах «Смена» по основным вопросам поддерживала «Демократическую Россию». На III съезде (28 марта — 5 апреля 1991 года) вместе с группой «Левый центр» выступила инициатором принятия компромиссного решения в конфликте между председателем ВС РФ Б. Ельциным и его заместителями. На IV и V съездах «Смена» окончательно разошлась с «ДемРоссией», выступив против расширения прав и полномочий президента РФ, против усиления исполнительной власти за счет законодательной, а также за сохранение СССР.
В сентябре 1991 года после провала Августовского путча «Смена — Новая политика» опубликовала в «Комсомольской правде» открытое письмо к Президенту РСФСР Б. Н. Ельцину о необходимости соблюдения Конституции и законов РСФСР. Члены фракции не голосовали за ратификацию Беловежских соглашений на заседании Верховного Совета.
На 2-м этапе V (внеочередного) Съезда (28 октября — 2 ноября 1991 года) фракция выступила против назначения Е. Т. Гайдара на должность председателя Совета министров и проводимой им экономической политики. Единственная фракция, которая последовательно выступала против предоставления Президенту Б. Н. Ельцину дополнительных полномочий на V Съезде. Начиная с VI Съезда (6 — 21 апреля 1992 года) фракция переходит в оппозицию. В период с лета 1992 года по начало 1993 года произошёл окончательный переход фракции в «непримиримую оппозицию» президенту Б. Ельцину, и по мнению Николая Бирюкова, совершила «по-видимому, рекордно длинный „дрейф“ по политической карте».
Весной 1992 года фракция приняла участие в создании Парламентского блока созидательных сил (в который также вошли фракции «Промышленный союз» и «Рабочий союз») и партии Всероссийский союз «Обновление» на основе РСПП. В июне фракция стала одним из создателей Политического блока «Гражданский союз». В феврале 1993 года вместе с другими организациями-учредителями блока «Гражданский союз» зарегистрировали в Минюсте России Политико-экономическую ассоциацию под тем же названием.
На основе фракции «Смена — Новая политика» было образовано одноимённое политическое движение, имевшее свои отделения в Москве, Туле и ряде других городов РФ. Однако после роспуска Съезда народных депутатов РФ и, соответственно, прекращения существования фракции стала очевидной нежизнеспособность движения. Весной 1994 года лидеры «Смены» А. Головин, И. Муравьев и С. Полозков выступили инициаторами создания Российского общественно-патриотического движения «Народный альянс», которое также оказалось нежизнеспособным.